# يو جيان
يو جيان (بالصينية: 于坚) هو شاعر صيني، ولد في 8 أغسطس 1954.
وهو أحد الأسماء الرئيسية فيما يعرف بـ «شعراء الجيل الثالث» الذين جاءوا بعد حركة «شعراء الضباب» في بدايات ثمانينات القرن العشرين.
ترجم أعماله إلى العديد من لغات العالم منها: الإنجليزية والفرنسية والألمانية والهولندية والإسبانية والإيطالية والسويدية والدنماركية واليابانية.

## حياته
ولد في كونمينغ في الصين في 8 أغسطس 1954. وترك المدرسة بسبب نشوب الثورة الثقافية في عام 1966. وعمل عاملا في مصنع في عام 1969، حيث ساهمت انقطاعات الكهرباء المتكررة في تمكينه من القراءة. ودرس في قسم اللغة الصينية وآدابها، في جامعة يون نان، ونظم فعاليات أدبية ومناسبات وحرر منشورات.

## الشعر
وبدأ كتابة الشعر (بالأسلوب الحر) في سن العشرين.
انطلقت مسيرته الشعرية حين نشر قصيدته «6 شارع شانغ إي» في جريدة «شيكان» في عام 1986 وهي من أهم الصحف الشعرية في الصين.
ونشر قصيدة طويلة أثارت الجدل هي «الملف صفر» في عام 1994، ثم مجموعة قطع وصفية عن الرحلات وانطباعات من حياته بعنوان «مذكرات من العالم الإنساني» في عام 1999. ونشر قصيدة طويلة أخرى بعنوان «رحلة» عام 2000.